# Lourquen
Lourquen ist eine französische Gemeinde mit 188 Einwohnern (Stand 1. Januar 2022) im Département Landes in der Region Nouvelle-Aquitaine (vor 2016: Aquitanien). Sie gehört zum Arrondissement Dax und zum Kanton Coteau de Chalosse.
Der Name lautet in der gaskognischen Sprache Lórquen. Er könnte sich vom spanischen lorca (deutsch Siedlung) ableiten.
Die Einwohner werden Lourquennois und Lourquennoises genannt.

## Geographie
Lourquen liegt ca. 20 Kilometer östlich von Dax in der Landschaft Chalosse der historischen Provinz Gascogne.
Umgeben wird Lourquen von den Nachbargemeinden:
|         | Laurède                                     |        |
| Poyanne | Kompassrose, die auf Nachbargemeinden zeigt | Mugron |
| Nousse  | Lahosse                                     |        |

Lourquen liegt im Einzugsgebiet des Flusses Adour. Einer seiner Nebenflüsse, der Louts, markiert die Grenze zur südlichen Nachbargemeinde Lahosse. Der Ruisseau de Chai, ein Nebenfluss des Louts, durchquert das Gebiet der Gemeinde und mündet dort in den Louts.

## Geschichte
Die Nähe zum Fluss Louts begünstigte vermutlich eine frühe Besiedlung. Im Laufe des 19. Jahrhunderts ist eine geschliffene Axt aus der Jungsteinzeit gefunden worden, die dies belegt. In der gleichen Zeit sind Überbleibsel eines römischen Militärlagers zutage getreten. Zwischen dem 12. und dem 16. Jahrhundert gehörte Lourquen zum Baronat von Cauna, das in dieser Zeit zwischen der englischen und der französischen Krone aufgeteilt war. Die englische Herrschaft seit dem 12. Jahrhundert und der Hundertjährige Krieg (1337–1453) riss die Region entzwei. Die Hugenottenkriege im 16. und 17. Jahrhundert brachten Zerstörungen. Allein das 18. Jahrhundert verhalf der Region zu ein wenig Stabilität. Das 19. Jahrhundert war gekennzeichnet durch das Wirken der Müller, deren Wassermühlen durch das Wasser des Louts angetrieben wurden. Die Nutzung eines Steinbruchs in den 1890er Jahren ermöglichte der Gemeinde den Zugriff auf eine zusätzliche Einnahmequelle.
Lourquen besaß einen Haltepunkt an der Eisenbahnlinie der Compagnie des chemins de fer du Midi, die Dax mit Mont-de-Marsan verband. Das Teilstück zwischen Dax und Saint-Sever wurde am 10. November 1899 eröffnet. Aufgrund fehlender Wirtschaftlichkeit wurde am 7. April 1970 der Personenverkehr auf der nicht elektrifizierten, einspurigen Strecke eingestellt, am 9. Dezember 1992 auch der Güterverkehr auf dem größten Streckenabschnitt.

### Einwohnerentwicklung
Nach Beginn der Aufzeichnungen stieg die Einwohnerzahl bis zur ersten Hälfte des 19. Jahrhunderts auf rund 445 und in der Mitte des gleichen Jahrhunderts noch einmal auf rund 430. In der Folgezeit sank die Größe der Gemeinde bei kurzen Erholungsphasen bis zu den 1990er Jahren auf 170 Einwohner, bevor eine moderate Wachstumsphase einsetzte, die in jüngster Zeit wieder stagniert.
| Jahr      | 1962 | 1968 | 1975 | 1982 | 1990 | 1999 | 2006 | 2010 | 2022 |
| --------- | ---- | ---- | ---- | ---- | ---- | ---- | ---- | ---- | ---- |
| Einwohner | 240  | 211  | 200  | 180  | 170  | 188  | 211  | 222  | 188  |

## Sehenswürdigkeiten

### PfarrkircheSaint-Martin
Die frühere Pfarrkirche aus dem 10. oder 11. Jahrhundert befand sich an der Stelle des heutigen Friedhofs. Im Laufe des 18. und des 19. Jahrhunderts wurden mehrere Restaurierungen vorgenommen. Im Jahre 1857 drohte der Glockenturm einzustürzen, im Jahre 1879 führte ein Bericht aus, dass das Gewölbe kurz vor dem Zusammenbruch war. Eine Verordnung untersagte schließlich den Zugang zur Kirche von Juli bis November 1879. Ein Seitenschiff und die Sakristei wurden abgetrennt, um während der Bauphase für die neue Kirche einen provisorischen Raum für Messen anzubieten. 1881 wurde die alte Kirche abgerissen, die neue Kirche ein Jahr später eingeweiht. Die im neugotischen Stil gehaltene Kirche ist dem heiligen Martin von Tours gewidmet und besitzt drei Kirchenschiffe. Die beiden Seitenschiffe sind Maria bzw. dem heiligen Josef geweiht. Der halbrunde Chor wird von zwei Nebengebäuden gesäumt. Rundbogenfenster an der Nord-, Süd- und Westseite lassen das Licht in das Innere fallen. Im Westen ragt der Glockenturm über der Vorhalle aus dem Gebäude empor. Er ist bekrönt mit einem polygonalen Helm mit Dachgauben, der mit Schiefer gedeckt ist. An seinem Fuß befindet sich der Eingang mit einer Tür aus Holz, der in einem Rundbogen eingebettet ist. In Höhe des ersten Geschosses des Turms befindet sich ein Rundbogenfenster, darüber ein Okulus und oben an jeder Seite rundbogenförmige, doppelte Schallöffnungen.

## Wirtschaft und Infrastruktur
Die Landwirtschaft ist der wichtigste Wirtschaftsfaktor der Gemeinde, die für die Aufzucht von Rindern des Gütezeichens „Bœuf de Chalosse“ bekannt ist.

### Sport und Freizeit
Der grüne Weg (Voie verte) von den Toren von Dax bis kurz vor Saint-Sever führt auch durch das Gemeindegebiet von Lourquen. Er ist eine ehemalige Trasse der Eisenbahnlinie der Compagnie des Tramways à Vapeur de la Chalosse et du Béarn. Die Schienen wurden entfernt und machten Platz für Fußgänger, Radfahrer und Reiter.

### Verkehr
Lourquen ist erreichbar über die Routes départementales 32 und 339.